# Mali kubikubooktaeder
| Mali kubikubooktaeder                              | Mali kubikubooktaeder                                |
| -------------------------------------------------- | ---------------------------------------------------- |
|                                                    |                                                      |
| Vrsta                                              | uniformni zvezdni polieder                           |
| Elementi                                           | F = 20, E = 48, V =24 ({\displaystyle \chi \,} = -4) |
| Stranske ploskve po stranicah                      | 8{3}+6{4}+6{8}                                       |
| Wythoffov simbol                                   | 3/2 4 \| 4 3 4/3 \| 4                                |
| Simetrijska grupa                                  | Oh, [4,3], *432                                      |
| Bowerjeva okrajšava                                | Socco                                                |
| Sklici                                             | U13, C38, W69                                        |
| mali heksakronski ikozitetraeder (dualni polieder) | 4.8.3/2.8 slika oglišč                               |

Mali kubikubooktaeder je nekonveksni uniformni polieder z oznako (indeksom) U13.  Ima dvajset stranskih ploskev: 8 trikotnikov, 6 kvadratov in 6 osemkotnikov.  Ima tudi 24 oglišč. Njegova slika oglišč je križni štirikotnik.

## Sorodni poliedri
Ima enako razvrstitev oglišč kot zvezdna prisekana kocka. Razen tega ima istorazvrstitev robov kot rombikubooktaeder, ki ima skupne trikotne stranske ploskve in mali rombiheksaeder, ki pa ima skupne osemkotne stranske ploskve.
| rombikubooktaeder | mali kubikubooktaeder | mali rombiheksaeder | zvezdna prisekana kocka |

## Sorodna tlakovanja
Kot že Eulerjeva karakteristika nakazuje, je mali kubikubooktaeder toroidni polieder, ki ima rod enak 3. Tako ga lahko obravnavamo kot imerzijo z rodom 3 ploskve poliedra v komplementu njegovih 24 oglišč v trirazsežnem prostoru. Pripadajoči polieder določa uniformno tlakovanje te ploskve tako, da je mali kubikubooktaeder uniformni polieder. V jeziku abstraktnih politopov je mali kubikubooktaeder zvesta realizacija tega toroidnega poliedra. To pa pomeni, da je to neizrojeni polieder ter ima s tem isto grupo simetrije. Vsak avtomorfizem površine z rodom 3 s tako vrsto tlakovanja se lahko uresniči z izometrijo evklidskega prostora.
Višji rodovi (rod je enak 2 ali več) dopuščajo negativno stalno ukrivljenost.   Univerzalni prostor Riemannove ploskve je hiperbolična ravnina. Pripadajoče tlakovanje hiperbolične ravnine ima sliko oglišč enako 3.6.4.8, kar je trikotnik, kvadrat in osemkotnik. Kadar ima ploskev metrično ukrivljenost -1, ima prekrivna preslikava lokalno izometrijo in tako, da je abstraktna slika oglišč enaka. Tlakovanje lahko označimo z Wythoffovim simbolom 3 4| 4, ki je prikazan na zgornji desni sliki. 
Razen tega je pri razdelitvi vsake stranske ploskve na dva trikotnika in vsake osemkotne stranske ploskve na šest trikotnikov, lahko mali kubikubooktaeder predstavimo z nepravilnim barvanjem v kombinaciji s pravilnim tlakovanjem ploskve z rodom 3 s 56 enakostraničnimi  trikotniki, ki se srečajo na 24 ogliščih, vsak pa ima rod 7 . Ta vrsta tlakovanja je pomembna , ker je to tlakovanje Kleinovega kvartika.  Ploskev z rodom 3 z najbolj simetrično metriko ter grupa  avtomorfizma z ohranjajočo  orientacijo te ploskve je izomorfna s  projektivno linearno grupo PSL(2,7) in enakovredno z GL(3,2). 
Pripadajoče tlakovanje hiperbolične ravnine je trikotno tlakovanje reda 7. Grupa avtomorfizma Kleinovega kvartika  nam da Mattieujevo grupo M24